# Lee Holsgrove
Lee Holsgrove (sinh ngày 13 tháng 12 năm 1979) là một cựu cầu thủ bóng đá người Anh từng thi đấu ở vị trí hậu vệ.

## Sự nghiệp
Sinh ra ở Wendover, Holsgrove thi đấu cho Millwall, Wycombe Wanderers, Aldershot Town, Hayes và Windsor & Eton.

## Đời sống cá nhân
Cha ông, John và hai người anh em Paul và Peter tất cả đều là cầu thủ bóng đá.